# Theodor von Baudissin
Theodor Christian Traugott Graf von Baudissin (* 9. Juli 1874 in Koblenz; † 27. November 1950 in Zeitz) war ein deutscher Verwaltungsjurist, preußischer Beamter und Verbandsfunktionär. Er war von 1920 bis 1922 Regierungspräsident des Regierungsbezirks Westpreußen (Marienwerder). Zudem war er Ehrenkommendator und Sekretär des Johanniterordens.

## Leben
Graf von Baudissin diente bei den Garde-Landwehr-Jägern, zuletzt als Oberleutnant. Nach bestandenem juristischen Staatsexamen, Gerichts- und Regierungsreferendariat wurde er 1902 als Regierungsassessor in den preußischen Staatsdienst übernommen. Von 1907 bis 1920 amtierte er als Landrat des Kreises Neustadt in der Provinz Westpreußen. 1920 wurde er zum Reichs- und preußischen Staatskommissar für das Abstimmungsgebiet Allenstein berufen, wo in Ausführung des Versailler Vertrages eine Volksabstimmung auch über den Verbleib von Westpreußen rechts der Weichsel stattfinden sollte. Hier erwarb er sich große Verdienste am positiven Ergebnis der Abstimmung in deutschem Sinne durch den Verbleib des Bezirkes Marienwerder bei Deutschland. 1920 erfolgte seine Ernennung zum Regierungspräsidenten des neugebildeten Regierungsbezirks Westpreußen mit Amtssitz in Marienwerder. 1922 musste er seinen Posten wegen seiner konservativen und antirepublikanischen Haltung aufgeben und wurde durch Roland Brauweiler, vormaligen Landrat von Lublinitz, ersetzt. 
1923 übernahm Graf von Baudissin die Geschäftsführung des Reichsverbandes landwirtschaftlicher Arbeitgeber. 1925 wurde er zum Direktor der Preußischen Hauptlandwirtschaftskammer berufen, daneben trat er im gleichen Jahr dem Vorstand der Reichsanstalt für Arbeitsvermittlung und Arbeitslosenversicherung bei. 1927 wurde ihm noch zusätzlich die Geschäftsführung des Deutschen Landwirtschaftsrates übertragen. 1933 wurde er von den Nationalsozialisten aus allen Ämtern gedrängt. Allerdings war er Ende 1941 nachweislich kurzzeitig stellv. Landrat des Landkreises Merseburg und 1942 kommissarisch Landrat des Landkreises Züllichau-Schwiebus.
1914 erfolgte als Ehrenritter sein Eintritt in den Johanniterorden, 1924 wurde er dort Rechtsritter, am gleichen Tag wie zum Beispiel Walter von Keudell und Dietloff von Arnim-Rittgarten. Sein damaliger Wohnsitz war in Berlin. Daher wurde er Mitte der 1930er Jahre als Mitglied der Brandenburgischen Provinzial-Genossenschaft des Ordens geführt. Seit ca. 1937 findet man Graf Baudissin als Nachfolger von Georg Graf von Lambsdorff (1863–1935) als Ordenssekretär. Er zeichnete nachfolgend in den Nachweisungen des Johanniter-Ordensblattes die Austritte derjenigen Ordensmitglieder nach, die wegen Doppelmitgliedschaft in der NSDAP austreten mussten. Hierbei handelt es sich um etwa zehn Prozent der Johanniterritter, auch der mit ihm zeitgleich zum Rechtsritter ernannten Arnim-Rittgarten und des vormaligen Reichsministers von Keudell. 1941 war Baudissin bereits Ehrenkommendator.
Die letzten Lebensjahre wohnte er mit seiner Frau zurückgezogen im sachsen-anhaltischen Zeitz, wo beide innerhalb weniger Tage verstarben. Im Genealogischen Handbuch des Adels (GHdA) von 1955 findet sich weiterhin die Titulatur des Ehrenkommendators, in der Grafen-Ausgabe des GHdA von 1952 findet das keine Erwähnung, vielleicht auf Rücksichtnahme, da der Wohnsitz in der DDR lag.

## Herkunft und Familie
Er stammte aus dem Adelsgeschlecht von Baudissin. Seine Eltern waren Traugott von Baudissin (* 16. Juni 1831; † 2. Mai 1905) und dessen Ehefrau Adelaide Sophie Louise, geborene von Reventlow (* 31. August 1840; † 24. Juli 1894). Damit war er ein Neffe von Adalbert Heinrich Friedrich sowie von Nikolaus von Baudissin. Annie, Friedrich und Wolf Ernst Hugo Emil von Baudissin waren seine Cousins zweiten Grades.
Verheiratet war er mit Elise (Lily) Anna von Borcke (* 20. August 1885; † 21. Oktober 1950), Tochter der Martha von Böhl und des Generallandschaftsrates Stephan von Borche auf Labes. Ihr gemeinsamer Sohn war der General und Friedensforscher Wolf Graf von Baudissin (1907–1993).